# Assemblea nazionale (Venezuela)
L’Assemblea nazionale del Venezuela (in spagnolo: Asamblea Nacional) è il Parlamento unicamerale dello Stato sudamericano e rappresenta l'organo legislativo del paese. 
I membri sono eletti con sistema misto e il loro numero complessivo non è fisso. Ogni Stato ha 3 rappresentanti ai quali vanno aggiunti un numero di deputati pari al rapporto tra la popolazione complessiva del paese e l'1,1% della stessa. Altri tre posti sono riservati a rappresentanti di popolazioni indigene, eletti separatamente. Ogni membro resta in carica per cinque anni.

## Storia
La sua forma attuale è stata definita nella Costituzione del Venezuela del 1999 che decretò la fine del Congresso della Repubblica.
Dopo che il Grande Polo Patriottico aveva perso la maggioranza in Parlamento ed era nato uno scontro istituzionale tra il governo del presidente Nicolás Maduro ed il Parlamento, Maduro, in seguito alla sentenza del tribunale supremo di giustizia, che ha esautorato l'Assemblea nazionale e ha consegnato il potere legislativo nelle sue mani, ha convocato un'Assemblea nazionale costituente, la cui elezione si è tenuta il 25 luglio 2017 ma è ritenuta illegale da diversi costituzionalisti. Alla fine, essa si è sciolta nel 2020 con un nulla di fatto: riottenuta la maggioranza in Parlamento con le elezioni dello stesso anno, essa non ha avuto più alcun motivo di esistere.

## Compiti
Sulla base di quanto riportato nell'articolo 187 della Costituzione, l'Assemblea nazionale ha, tra le altre, le seguenti specifiche competenze: 
- legiferare su materie di competenza nazionale e sul funzionamento dei distinti rami del Potere Nazionale;
- proporre emendamenti e riforme della Costituzione nei termini che la stessa stabilisce;
- esercitare una funzione di controllo sul governo e sulla pubblica amministrazione nazionale nei termini previsti dalla Costituzione e dalla legge;
- organizzare e promuovere la partecipazione dei cittadini nelle materie di sua competenza;
- dichiarare amnistie;
- discutere ed approvare il bilancio nazionale e qualsiasi progetto di legge in materia di imposizione fiscale e credito pubblico;
- autorizzare stanziamenti aggiuntivi al bilancio;
- approvare la sintesi del piano di sviluppo economico e sociale della nazione, che sarà presentato dall'Esecutivo Nazionale nel corso del terzo trimestre del primo anno di ogni termine costituzionale;
- autorizzare l'Esecutivo Nazionale a concludere contratti nazionali, nei casi stabiliti dalla legge;
- approvare i contratti di interesse pubblico comunale, statale o nazionale con gli stati;
- dare voto di censura nei confronti del vice presidente dell'esecutivo e dei ministri;
- autorizzare l'uso di missioni militari venezuelane all'estero o di paesi esteri nel paese;
- autorizzare l'Esecutivo Nazionale ad alienare proprietà nel dominio privato della Nazione, con le eccezioni di legge;
- autorizzare i funzionari ad accettare incarichi, onori o ricompense da governi stranieri;
- autorizzare la nomina del Procuratore Generale della Repubblica e dei capi delle missioni diplomatiche;
- nominare i membri (5) del Consiglio Elettorale Nazionale (CNE);
- conferire gli onori del Pantheon Nazionale ai venezuelani illustri che hanno reso servizi eminenti alla Repubblica;
- proteggere gli interessi e l'indipendenza degli Stati;
- approvare con legge trattati o accordi internazionali dell'Esecutivo Nazionale;
- definire il proprio regolamento e le spese di bilancio.

## Organizzazione
L'Assemblea è organizzata in Commissioni Permanenti che si occupano di ambiti di interesse specifici. Esse comprendono un minimo di 7 ed un massimo di 25 deputati ognuna, ed hanno un Presidente ed un Vicepresidente nominati dal Presidente dell'Assemblea nazionale. Le Commissioni Permanenti possono variare per numero e funzioni a seconda della legislatura. Nel 2016 si contano le seguenti Commissioni:
- Politica interna;
- Politica estera, sovranità e integrazione;
- Controllo dell'Assemblea;
- Finanza e Sviluppo economico;
- Energia e petrolio;
- Difesa e sicurezza;
- Sviluppo sociale integrale;
- Cultura e tempo libero;
- Ambiente, risorse naturali e cambiamenti climatici;
- Popolazioni indigene;
- Potere popolare e mezzi di informazione;
- Scienza, tecnologia e innovazione;
- Culto e sistema penitenziario;
- Famiglia;
- Amministrazione e servizi.

## Deputati
I deputati vengono eletti con un sistema misto che, dal 2010, assegna il 70% dei seggi in forma maggioritaria e il 30% in forma proporzionale secondo un sistema di votazione "in parallelo". Ogni stato elegge un minimo di 3 deputati ai quali vanno comunque aggiunti altri 3 deputati espressione delle popolazioni indigene (indipendentemente dal fatto che qualche indigeno sia eletto nella forma già prevista, essendo comunque questa aperta a tutti i cittadini venezuelani che abbiano compiuto 21 anni e risieduto almeno 15 anni nel paese, gli ultimi 4 consecutivamente).
Il numero totale dei seggi in Assemblea dipende in minima misura dalla variazione della popolazione totale del paese essendo dato dalla somma dei 3 deputati per ogni stato, con il risultato del rapporto tra il numero totale di abitanti e l'1,1% di questi, più i 3 rappresentanti delle popolazioni indigene. Nel 2016 i deputati erano 167.
Non ci sono limiti al numero di mandati consecutivi che si possono conseguire.